# Жахи-Павли (Мазовецьке воєводство)
Жахи-Павли (пол. Żachy-Pawły) — село в Польщі, у гміні Малкіня-Ґурна Островського повіту Мазовецького воєводства.
Населення — 172 особи (2011).
У 1975-1998 роках село належало до Остроленцького воєводства.

## Демографія
Демографічна структура станом на 31 березня 2011 року:
|          | Загалом | Допрацездатний вік | Працездатний вік | Постпрацездатний вік |
| -------- | ------- | ------------------ | ---------------- | -------------------- |
| Чоловіки | 87      | 15                 | 58               | 14                   |
| Жінки    | 85      | 16                 | 39               | 30                   |
| Разом    | 172     | 31                 | 97               | 44                   |